# Boston Celtics 1964-1965
La stagione 1964-65 dei Boston Celtics fu la 19ª nella NBA per la franchigia.
I Boston Celtics vinsero la Eastern Division con un record di 62-18. Nei play-off vinsero la finale di division con i Philadelphia 76ers (4-3), vincendo poi il titolo battendo nella finale NBA i Los Angeles Lakers (4-1).
I Celtics 1964-1965 sono stati inseriti nel 1996 tra le 10 migliori squadre della storia NBA.

## Roster
| N° | Naz.                   | Ruolo | Sportivo        | Anno | Alt. | Peso |
| -- | ---------------------- | ----- | --------------- | ---- | ---- | ---- |
| 4  | Stati Uniti (bandiera) | G     | Gerry Ward      | 1941 | 193  | 88   |
| 6  | Stati Uniti (bandiera) | C     | Bill Russell    | 1934 | 206  | 98   |
| 11 | Stati Uniti (bandiera) | AC    | Mel Counts      | 1941 | 213  | 104  |
| 12 | Stati Uniti (bandiera) | AC    | Willie Naulls   | 1934 | 198  | 102  |
| 15 | Stati Uniti (bandiera) | AC    | Tom Heinsohn    | 1934 | 201  | 99   |
| 16 | Stati Uniti (bandiera) | A     | Satch Sanders   | 1938 | 198  | 95   |
| 17 | Stati Uniti (bandiera) | GA    | John Havlicek   | 1940 | 196  | 92   |
| 18 | Stati Uniti (bandiera) | A     | John Thompson   | 1941 | 208  | 102  |
| 20 | Stati Uniti (bandiera) | A     | Larry Siegfried | 1939 | 191  | 86   |
| 21 | Stati Uniti (bandiera) | A     | Ron Bonham      | 1942 | 196  | 87   |
| 24 | Stati Uniti (bandiera) | GA    | Sam Jones       | 1933 | 193  | 90   |
| 25 | Stati Uniti (bandiera) | G     | K.C. Jones      | 1932 | 185  | 91   |
| 34 | Stati Uniti (bandiera) | AC    | Bevo Nordmann   | 1939 | 208  | 102  |

## Staff tecnico
- Allenatore: Red Auerbach
- Preparatore atletico: Buddy LeRoux